# Heart & Soul
Heart & Soul es el decimonoveno álbum de estudio del músico británico Joe Cocker, publicado por la compañía discográfica EMI en octubre de 2004 en Europa. El álbum, publicada en febrero de 2005 en los Estados Unidos con una portada diferente, está compuesto exclusivamente de versiones, incluyendo una versión de la canción de U2 "One", extraída de su concierto en el programa "Night of the Proms" en Amberes, Bélgica.
Heart & Soul fue el primer disco de Cocker en entrar en la lista estadounidense Billboard 200 desde el lanzamiento de Night Calls, llegando al puesto 61. Por otra parte, el sencillo «One» llegó al puesto 31 en la lista Hot Adult Contemporary Tracks, su primera entrada en la lista desde la publicación del sencillo "When the Night Comes", del álbum One Night of Sin.

## Lista de canciones
1. "What's Going On" – 5:15 (Renaldo Benson, Al Cleveland, Marvin Gaye)
2. "Chain of Fools" – 3:46 (Don Covay)
3. "One" – 4:36 (U2)
4. "I Who Have Nothing" – 4:03 (Carlo Donida Labati, Jerry Leiber, Mike Stoller, Julio Rapetti)
5. "Maybe I'm Amazed" – 3:24 (Paul McCartney)
6. "I Keep Forgettin'" – 3:36 (Jerry Leiber, Mike Stoller)
7. "I Put a Spell on You" – 4:33 (Screamin' Jay Hawkins)
8. "Every Kind of People" – 4:20 (Andy Fraser)
9. "Love Don't Live Here Anymore" – 4:16 (Miles Gregory)
10. "Don't Let Me Be Lonely Tonight" – 3:42 (James Taylor)
11. "Jealous Guy" – 4:08 (John Lennon)
12. "Everybody Hurts" – 5:19 (Bill Berry, Peter Buck, Mike Mills, Michael Stipe)

## Personal
- Joe Cocker – voz
- Jeff Baxter – guitarra
- Jeff Beck – guitarra
- Gene Black – guitarra
- Eric Clapton – guitarra
- Shane Fontayne – guitarra
- Bruce Gaitsch – guitarra acústica
- Michael Landau – guitarra
- Steve Lukather – guitarra
- Dean Parks – guitarra
- Michael Thompson – guitarra
- Ray Neapolitan – bajo
- Leland Sklar – bajo
- C. J. Vanston – bajo, teclados
- Bruce Eskovitz – saxofón
- Nick Lane – trombón
- Chris Botti – trompeta
- Bill Churchville – trompeta
- Chris Tedesco – trompeta
- Jerry Goodman – violín
- Alexander Adhami – santoor
- Ray Brinker – batería
- Vinnie Colaiuta – batería
- Rafael Padilla – percusión
- Bernie Barlow – coros
- Terry Dexter – coros
- C.C. White – coros

## Posición en listas
| País                      | Lista                | Posición |
| ------------------------- | -------------------- | -------- |
| Alemania                  | Media Control Charts | 14       |
| Austria                   | Ö3 Austria Top 40    | 23       |
| Bélgica (Región Flamenca) | Ultratop 200         | 20       |
| Bélgica (Región Valona)   | Ultratop 200         | 22       |
| Estados Unidos            | Billboard 200        | 61       |
| Francia                   | SNEP                 | 20       |
| Países Bajos              | Dutch Top 40         | 39       |
| Suiza                     | Schweizer Hitparade  | 17       |

| Sencillo | País           | Lista                         | Posición |
| -------- | -------------- | ----------------------------- | -------- |
| «One»    | Estados Unidos | Hot Adult Contemporary Tracks | 31       |